# 格奥尔基·米哈伊洛维奇·波波夫
格奥尔基·米哈伊洛维奇·波波夫（俄语：Гео́ргий Миха́йлович Попо́в，1906年9月2日（15日）—1968年1月14日）是苏联农业机械部部长、苏联城市建设部部长、全联盟共产党（布尔什维克）中央组织局委员。